# Giovanni de' Conti
Giovanni de' Conti (Roma, 19 de fevereiro de 1461 - Roma, 20 de outubro de 1493) foi um cardeal do século XV.

## Primeiros anos
Nasceu em Roma em 1414. Da família romana de Valmontone. Filho de Grateo Conti; o nome da mãe é desconhecido, mas ela certamente pertencia ao círculo de famílias nobres romanas com as quais os condes costumavam se relacionar. Ele foi chamado de Cardeal Conti. Sua família deu à Igreja os Papas Inocêncio III, Gregório IX, Alexandre IV e Inocêncio XIII. Sobrinho do Cardeal Lucido Conti (1411). Tio do Cardeal Francesco Conti (1517). Outros cardeais da família foram Giovanni dei conti di Segni (1200); Ottaviano dei conti di Segni (1205); Carlos Conti (1604); Giannicolò Conti (1664); e Bernardo Maria Conti, OSBCas. (1721). Ele também está listado como Giovanni III Conti.

## Ordens sagradas
Subdiácono apostólico.

## Episcopado
Eleito arcebispo de Conza em 26 de janeiro de 1455; renunciou à sé em 1º de outubro de 1484 em favor de seu sobrinho Niccolò.

## Cardinalato
Criado cardeal-presbítero no consistório de 15 de novembro de 1483 na basílica patriarcal do Vaticano; recebeu o título de Ss. Nereo ed Achilleo em 15 de novembro de 1483; e o chapéu vermelho em 19 de novembro de 1483. Participou do conclave de 1484, que elegeu o Papa Inocêncio VIII; ele pertencia ao partido dos Orsinis, que queriam que ele fosse eleito para o papado apesar da idade avançada. Em 18 de outubro de 1485 recebeu em comenda a diaconia de S. Adriano; manteve a diaconia até 9 de março de 1489. Optou pelo título de S. Vitale em 9 de março de 1489. Participou do conclave de 1492, que elegeu o Papa Alexandre VI; apesar de ter apoiado a eleição do novo Papa, rapidamente se opôs a ele.
Morreu em Roma em 20 de outubro de 1493, da peste. Seu corpo foi transferido para a igreja de S. Maria em Aracoeli, Roma, e sepultado sem qualquer pompa por causa da epidemia; onze de seus servos morreram quatorze dias após a morte do cardeal.